# Morning Musume Live Revolution 21 Haru
Albums de Morning Musume
3rd -Love Paradise-
(2000) 4th Ikimasshoi!
(2002)
Vidéos par Morning Musume
Live Hatsu no Budokan
(2000) Green Live
(2001)
Morning Musume Live Revolution 21 Haru ~Osaka-jō Hall Saishū Bi~ (モーニング娘。ライブレボリューション21 春 〜大阪城ホール最終日〜) est une vidéo musicale du groupe de J-pop Morning Musume, la quatrième d'un concert du groupe.

## Présentation
La vidéo sort aux formats VHS et DVD le 27 juin 2001 au Japon sous le label zetima (elle sera rééditée au format Blu-Ray le 7 août 2013). Elle atteint la 1re place du classement de l'Oricon, restant classée pendant 27 semaines, pour un total de 102 544 exemplaires vendus. 
La version DVD comprend un deuxième DVD contenant des versions filmées alternativement de trois des chansons interprétées par le groupe lors du concert.
Le concert a été filmé deux mois et demi auparavant, le 15 avril 2001, en promotion de l'album Best of Best! Morning Musume 1 dont douze chansons sont interprétées (dix étant précédemment sorties en singles) ; les deux autres titres interprétés par le groupe proviennent des "face B" de ses deux derniers singles en date. C'est le concert de graduation de Yūko Nakazawa, au terme duquel elle quitte officiellement le groupe pour se consacrer à sa carrière en solo, toujours au Hello! Project. 
Elle interprète en solo les deux chansons de son dernier single en date : Kuyashi Namida Porori.
Une autre membre du groupe, Maki Gotō, qui a aussi débuté en parallèle une carrière solo, interprète également en solo la chanson de son premier single : Ai no Bakayarō.
Les sous-groupes Tanpopo, Petit Moni et Mini Moni interprètent également un ou deux de leurs titres en première partie du concert, de même que d'autres artistes du Hello! Project aussi invités sur scène : le groupe Country Musume (tout juste rejoint par Rika Ishikawa de Morning Musume), la soliste Michiyo Heike, et la soliste débutante Aya Matsūra qui interprète la chanson de son premier single : Dokki Doki! Love Mail.

## Participantes
- Morning Musume
  - 1re génération : Yūko Nakazawa, Kaori Iida, Natsumi Abe
  - 2e / 3e générations : Kei Yasuda, Mari Yaguchi / Maki Gotō
  - 4e génération : Rika Ishikawa, Hitomi Yoshizawa, Nozomi Tsuji, Ai Kago
- Mini Moni (Mari Yaguchi, Nozomi Tsuji, Ai Kago, Mika)
- Petit Moni (Kei Yasuda, Maki Gotō, Hitomi Yoshizawa)
- Yūko Nakazawa en solo
- Tanpopo (Kaori Iida, Mari Yaguchi, Rika Ishikawa, Ai Kago)
- Maki Gotō en solo
- Country Musume (Rinne, Asami, Rika Ishikawa)
- Aya Matsūra (soliste)
- Michiyo Heike (soliste)

## Liste des titres
| 1.  | Opening (OPENING)                                                          | Présentation                                    |  |
| 2.  | Mini Moni Jankenpyon! (ミニモニ。ジャンケンぴょん!) (par Mini Moni)        | Single de Mini Moni                             |  |
| 3.  | Baby! Koi ni Knock Out! (BABY! 恋に KNOCK OUT!) (par Petit Moni)           | Single de Petit Moni                            |  |
| 4.  | Chokotto Love (ちょこっとLOVE) (par Petit Moni)                            | Single de Petit Moni                            |  |
| 5.  | Kuyashi Namida Porori (悔し涙 ぽろり) (par Yūko Nakazawa)                  | Single de Yūko Nakazawa                         |  |
| 6.  | Otome Pasta ni Kandō (乙女パスタに感動!) (par Tanpopo)                     | Single de Tanpopo                               |  |
| 7.  | Koi wo Shichaimashita! (恋をしちゃいました!) (par Tanpopo)                 | Single de Tanpopo                               |  |
| 8.  | Ai no Bakayarō (愛のバカやろう) (par Maki Gotō)                            | Single de Maki Gotō                             |  |
| 9.  | MC 1                                                                       | Présentation                                    |  |
| 10. | Hajimete no Happy Birthday! (初めてのハッピーバースディ!) (Country Musume) | Single de Country Musume                        |  |
| 11. | Dokki Doki! Love Mail (ドッキドキ! LOVEメ－ル) (par Aya Matsūra)           | Single de Aya Matsūra                           |  |
| 12. | One Room Natsu no Koi Monogatari (ワンルーム夏の恋物語) (Michiyo Heike)    | Single de Michiyo Heike                         |  |
| 13. | Kekkyoku Bye Bye Bye (結局Bye Bye Bye) (par Michiyo Heike)                 | Single de Michiyo Heike                         |  |
| 14. | Happy Summer Wedding (ハッピ－サマ－ウェディング)                          | Single de l'album Best! Morning Musume 1        |  |
| 15. | Say Yeah! ~Motto Miracle Night~ (Say Yeah! －もっとミラクルナイト－)       | de l'album Best! Morning Musume 1               |  |
| 16. | Inspiration! (インスピレ－ション!)                                         | "Face B" du single Renai Revolution 21          |  |
| 17. | Summer Night Town (サマ－ナイトタウン)                                     | de Best! Morning Musume 1 / First Time          |  |
| 18. | Memory Seishun no Hikari (Memory 青春の光)                                 | de Best! Morning Musume 1 / Second Morning      |  |
| 19. | Manatsu no Kōsen (真夏の光線)                                              | de Best! Morning Musume 1 / Second Morning      |  |
| 20. | Mini Musical - Akogare My Boy (ミニ・ミュージカル あこがれ My Boy)         | "Face B" du single I Wish                       |  |
| 21. | Dance Suru no da! (DANCEするのだ!)                                         | de Best! Morning Musume 1 / 3rd -Love Paradise- |  |
| 22. | Morning Coffee (モーニングコーヒー)                                        | de Best! Morning Musume 1 / First Time          |  |
| 23. | Daite Hold On Me! (抱いて HOLD ON ME!)                                     | de Best! Morning Musume 1 / Second Morning      |  |
| 24. | Koi no Dance Site (恋のダンスサイト)                                       | de Best! Morning Musume 1 / 3rd -Love Paradise- |  |
| 25. | Love Machine (LOVEマシ－ン)                                                | de Best! Morning Musume 1 / 3rd -Love Paradise- |  |
| 26. | MC 2                                                                       | Présentation                                    |  |
| 27. | Renai Revolution 21 (恋愛レボリュ－ション21)                               | Single de l'album Best! Morning Musume 1        |  |
| 28. | I Wish (I WISH)                                                            | Single de l'album Best! Morning Musume 1        |  |
| 29. | MC 3 - Nakazawa Yūko (MC 3 中澤裕子)                                       | Présentation                                    |  |
| 30. | Nakazawa Yūko - Morning Musume Sotsugyō (中澤裕子モーニング娘卒業)         | Présentation                                    |  |
| 31. | Koi no Kioku (恋の記憶) (par Yūko Nakazawa)                                | du single Kuyashi Namida Porori de Nakazawa     |  |
| 32. | MC 4 - Sotsugyō (MC 4 卒業)                                                | Présentation                                    |  |

| 1. | Mini Musical - Akogare My Boy (ミニ・ミュージカル あこがれ My Boy) | "Face B" du single I Wish                       |  |
| 2. | Dance Suru no da! (DANCEするのだ!)                                 | de Best! Morning Musume 1 / 3rd -Love Paradise- |  |
| 3. | Aisha Loan de (愛車ローンで)                                       | de Best! Morning Musume 1 / 3rd -Love Paradise- |  |